# روث گوردون
روث گوردون جونز (انگلیسی: Ruth Gordon Jones؛ زاده ۳۰ اکتبر ۱۸۹۶ – درگذشته ۲۸ اوت ۱۹۸۵) هنرپیشه اهل ایالات متحده آمریکا بود. وی بین سال‌های ۱۹۱۵ تا ۱۹۸۵ میلادی فعالیت می‌کرد.
از فیلم‌هایی که وی در آن نقش داشته‌است، می‌توان به آبه لینکلن در ایلی‌نوی، هارولد و ماد، بچه رزماری، بادیگارد من، مکسی و زن دو چهره اشاره کرد.